# Estonie au Concours Eurovision de la chanson 2010
L'Estonie a participé au Concours Eurovision de la chanson 2010.
| Ordre | Artiste                   | Chanson               | Jury | Télévote |    | Total | Place |
| ----- | ------------------------- | --------------------- | ---- | -------- | -- | ----- | ----- |
| 1     | 3 Pead                    | Poolel teel           | 2    | 348      | 1  | 3     | 10    |
| 2     | Marten Kuningas & Mahavok | Oota mind veel        | 7    | 1195     | 5  | 12    | 5     |
| 3     | Mimicry                   | New                   | 1    | 851      | 4  | 5     | 8     |
| 4     | Tiiu Kiik                 | The One And Only Love | 3    | 636      | 2  | 5     | 9     |
| 5     | Violina feat. Rolf Junior | Maagiline päev        | 9    | 2586     | 8  | 17    | 3     |
| 6     | Disko 4000                | Ei usu                | 4    | 657      | 3  | 7     | 7     |
| 7     | Iiris Vesik               | Astronaut             | 6    | 1792     | 7  | 13    | 4     |
| 8     | Lenna Kuurmaa             | Rapunzel              | 10   | 4484     | 10 | 20    | 1     |
| 9     | Groundhog Day             | Teiste seest kõigile  | 5    | 1790     | 6  | 11    | 6     |
| 10    | Malcolm Lincoln           | Siren                 | 8    | 4465     | 9  | 17    | 2     |

## Superfinale
| Artiste         | Chanson  | Televote | Place |
| --------------- | -------- | -------- | ----- |
| Malcolm Lincoln | Siren    | 54 %     | 1     |
| Lenna Kuurmaa   | Rapunzel | 46 %     | 2     |